# NGC 1545
NGC 1545 è un ammasso aperto molto disperso visibile nella costellazione di Perseo.

## Osservazione

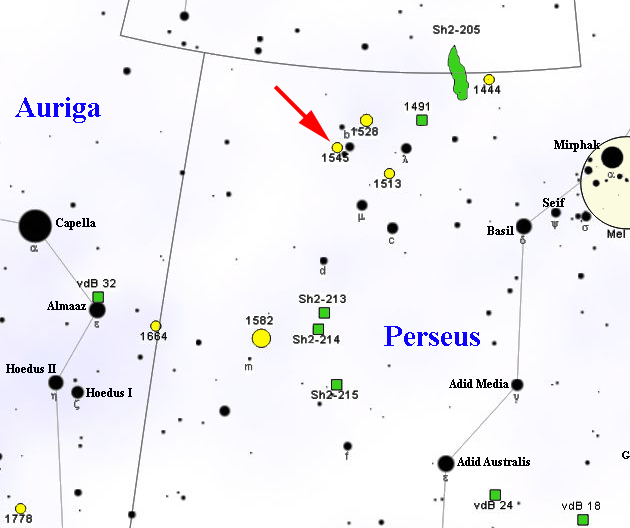
Mappa per individuare NGC 1545.

Si individua nella parte settentrionale della costellazione, pochi minuti d'arco a est della stella b Persei, di magnitudine 4,5; giace in direzione di un tratto della Via Lattea fortemente oscurato dalle polveri interstellari, ma in cui sono presenti diversi altri ammassi aperti. Attraverso un binocolo 10x50 appare come un piccolo gruppo di deboli stelle centrate attorno a una coppia formata da una stella arancione di magnitudine 7,1 e una gialla di magnitudine 8,1; con piccoli telescopi sono evidenti non più di una ventina di componenti molto sparse e poco contrastate rispetto al fondo cielo.
La declinazione moderatamente settentrionale di quest'ammasso favorisce gli osservatori dell'emisfero nord, sebbene si presenti circumpolare solo a partire da latitudini elevate; dall'emisfero australe la sua osservazione risulta penalizzata in particolare dalle regioni situate a elevate latitudini meridionali. Il periodo migliore per la sua osservazione nel cielo serale è quello compreso fra ottobre e marzo.

## Storia delle osservazioni
NGC 1545 venne individuato per la prima volta da William Herschel nel 1790 attraverso un telescopio riflettore da 18,7 pollici; suo figlio John Herschel lo riosservò in seguito e lo inserì poi nel suo General Catalogue of Nebulae and Clusters col numero 831.

## Caratteristiche
NGC 1545 è un ammasso poco popoloso e debolmente concentrato, comprendente poche decine di membri sparsi s un diametro di 18'; la sua distanza è stimata attorno ai 711 parsec (2318 anni luce), corrispondente a una regione situata sul bordo esterno del Braccio di Orione, nei pressi dell'associazione OB Camelopardalis OB1. La grande differenza di età, pari a 10-11 milioni di anni per Cam OB1 e 280 milioni di anni per l'ammasso, fa escludere ogni tipo di relazione fisica fra i due oggetti.
Si tratta di uno degli ammassi aperti meno noti e studiati e ben poco è noto a parte i suoi parametri fisici; la coppia di stelle dominante non è fisicamente legata all'ammasso, né le sue componenti sono fisicamente legate fra loro, trovandosi a distanze diverse.